# صندوق التكنولوجيا المبتكرة للصحة العالمية

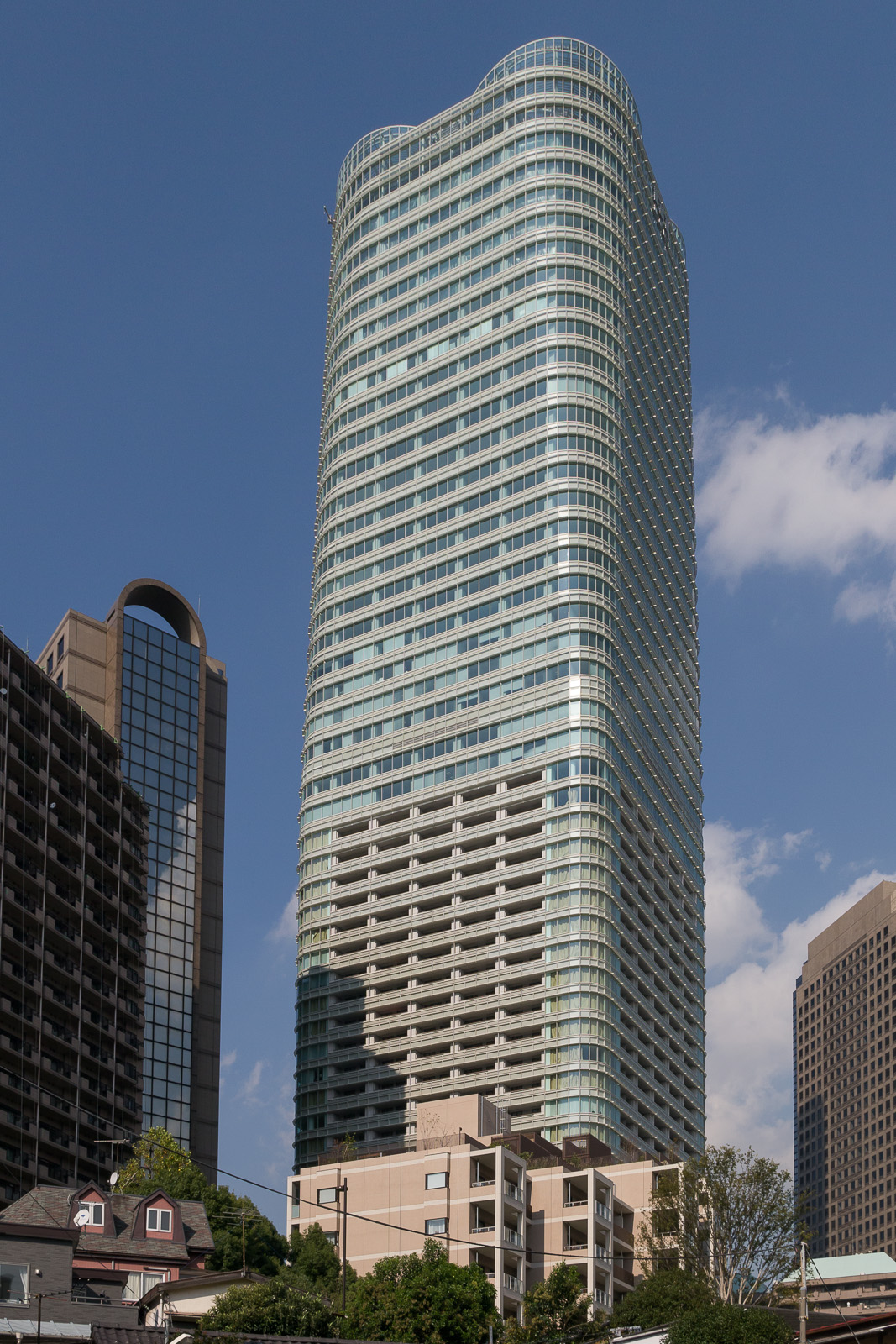

صندوق التكنولوجيا المبتكرة للصحة العالمية (GHIT FUND)، ومقره في اليابان، هو شراكة دولية بين القطاعين العام والخاص بين حكومة اليابان (وزارة الخارجية ووزارة الصحة والعمل والرعاية الاجتماعية)، و16 شركة أدوية وتشخيص (أستيلاس، تشاغاي، إيساي، داييشي، فوجي فيلم، غلاكسو سميث كلاين، جونسون آند جونسون، كيوا هاكو كيرين، ميرك جروب، ميستوبيشي تانابي، نيبرو، أوتسوكا، شيونغي، سوميتومو دينيبون، سيسميكس وتاكيدا)، مؤسسة بيل وميليندا غيتس، صندوق ويلكوم وبرنامج الأمم المتحدة الإنمائي. وهي تمول البحث والتطوير العلميين لمكافحة الأمراض التي تصيب العالم النامي في المقام الأول. وقد لاحظ بيل جيتس أن «صندوق التكنولوجيا المبتكرة للصحة العالمي يعتمد على القدرة الإبداعية الهائلة لدى شركات الأدوية والجامعات ومؤسسات البحوث اليابانية للتعجيل بإنشاء لقاحات جديدة، وأدوية، وأدوات تشخيصية للصحة العالمية». وقالت مارغريت تشان، المديرة العامة السابقة لمنظمة الصحة العالمية: «لقد تقدم صندوق التكنولوجيا المبتكرة للصحة العالمي لتقديم ذلك الحافز في نموذج رائد للشراكة يجلب الابتكار والاستثمار والقيادة اليابانية إلى الكفاح العالمي ضد الأمراض المعدية».
ويعد صندوق التكنولوجيا المبتكرة للصحة العالمي أول صندوق شراكة بين القطاعين العام والخاص يضم حكومة وطنية ووكالة تابعة للأمم المتحدة واتحاد شركات الأدوية والتشخيص والمؤسسات الخيرية الدولية.
ويهدف كل من نموذج الشراكة بين القطاعين العام والخاص، وإدراج قطاع صيدلاني كامل، وهيكل مشاريع البحوث الفردية عبر القطاعات والحدود الوطنية، إلى الحد من مخاطر البحث والتطوير بالنسبة لأي كيان واحد وضمان أن تكون النتائج مفتوحة للجميع. ومن بين الفرص الرئيسية الأخرى التي يسرها الصندوق المساعدة في فتح أبواب المكتبات اليابانية العامة والخاصة لمجمع العقاقير، من أجل إقامة شراكات لتطوير المنتجات، وهو ما من شأنه أن يجعل من الممكن فرز عشرات الآلاف من المرشحين للعقاقير لعلاج جديد محتمل.
تنظر الشركات المشاركة إلى استثماراتها في الأمراض المهملة من خلال الصندوق باعتبارها استثماراً طويل الأجل في المستقبل، بدلاً من العمل الخيري. وهم ينظرون إلى الصندوق باعتباره عاملاً محفزاً ضرورياً لتمكينهم من متابعة هذا الخط من البحث.
وبحلول عام 2022 (نهاية المرحلة الثانية من خمس سنوات التي يمر بها الصندوق)، تسعى شركة جهيت إلى وضع مشروعين من مشاريعها في مرحلة حيث يقدم الطلب بالموافقة التنظيمية. أحد المنتجات في خط الأنابيب ومن بين الأقرب إلى ضرب السوق هو تركيبة الأطفال من برازيكانتل، وهو عقار يستخدم على نطاق واسع في داء البلهارسيا، وهو مرض يسببه الديدان الطفيلية المسطحة.

## مفهوم وإنشاء
تم تصور فكرة إنشاء مؤسسة يابانية غير ربحية تركز على البحث والتطوير في مجال الصحة العالمية أثناء محادثة بين تاتشي يامادا والمدير التنفيذي السابق في شركة إيساي المحدودة – أول رئيس تنفيذي للمؤسسة في الصندوق. وقد أنشئت لجنة إطلاق في عام 2012 بين وزارة الخارجية ووزارة الصحة والعمل والرعاية الاجتماعية في اليابان، وأستلاس، ودايتشي سانكيو، وإيساي، وشيونغي، وتكيدا، ومؤسسة بيل وميليندا غيتس. ولقد عملت هذه اللجنة بشكل جماعي على تصميم المنظمة استناداً إلى فكرة مفادها أن الاستثمار والإبداع الجديدين مطلوب لمعالجة بعض الأمراض الأكثر إهمالاً على مستوى العالم، وأن اليابان ــ الرائدة في ابتكار التقنيات الصحية ــ من الممكن أن تبذل المزيد من الجهد في الكفاح العالمي ضد الأمراض المعدية. كما وضعت لجنة الإطلاق نموذج الإدارة الفريد للحد من تضارب المصالح المحتمل في اتخاذ القرارات الاستثمارية. وفي عام 2013، أطلق صندوق التكنولوجيا المبتكرة للصحة العالمية رسمياً تعهداً أولياً تجاوز المائة مليون دولار أميركي. وكان من بين أعضاء المجلس الأصليين كيوشي كوروكاوا، وبيتر بيوت، وآن فينيمان، وكاو يونغ تونغ.

## الرؤية والرسالة
وعلى حد كلماتهم فإن رؤية مؤسسي الصندوق تتلخص في «رؤية لم يعد العبء الثقيل المتمثل في الأمراض المعدية يمنع المليارات من البشر في العالم النامي من السعي إلى تحقيق مستوى الرخاء وطول العمر الذي بات شائعاً الآن في العالم الصناعي».
تتلخص المهمة المعلنة للصندوق في «تيسير الشراكات الدولية التي تمكن التكنولوجيا والإبداعات والأفكار اليابانية من الاضطلاع بدور أكثر مباشرة في الحد من الفوارق في الصحة بين الأغنياء والفقراء في العالم».
وتمشيا مع هذه الرؤية والرسالة، يعتبر البحث والتطوير في مجال الصحة العالمية أمرا لا غنى عنه لتحقيق التغطية الصحية الشاملة، التي تعتبر اليابان من كبار المؤيدين لها.

## منهج الاستثمار
ويستثمر صندوق التكنولوجيا المبتكرة للصحة العالمية في أربع منصات بحثية (البحث المستهدف، والفحص، وتطوير المنتجات) في شراكات البحث والتطوير بين شركات الأدوية ومعاهد البحوث اليابانية والجامعات مع معاهد البحوث والجامعات غير اليابانية. وهذا من شأنه أن يمنح الباحثين في مختلف أنحاء العالم القدرة على الوصول إلى الخبرات والاستثمارات اليابانية. ويشير الصندوق عمداً إلى المنح باعتبارها «استثمارات»، ويشير الحاصلون على المنح إلى «شركاء في التنمية».
فالاستثمارات تذهب إلى مشاريع البحث والتطوير التي تهدف إلى تطوير تكنولوجيات صحية جديدة للأمراض المعدية. ومن بين الأمراض التي يستهدفها الصندوق فيروس نقص المناعة البشرية، والملاريا، والسل، والأمراض الاستوائية المهملة. يعمل الصندوق أيضا مع ثابتة منتوج تطوير شراكات مثل التحالف الشاملة لمرض سلّ عقار تطوير، الطبّ لملاريا مجازفة، ومبادرة «العقاقير المخدرة المهملة» ومقرها جنيف لفحص الكمية الكبيرة من المرشحين المحتملين للعقاقير المقيمين في مكتبات المجمع الكيميائي للقطاع الخاص والعام في اليابان.
يستخدم صندوق التكنولوجيا المبتكرة للصحة العالمية معايير القطاع الخاص لتطوير المنتجات (على سبيل المثال، استخدام المعالم النموذجية والبوابات المرحلية لإدارة الجدول الزمني). ويستثمر الصندوق بشكل كبير في إدارة المشاريع وتقييمها، وهي صارمة في ما يتعلق بمراحل الإنجاز الرئيسية، حيث تنهي بسرعة المشاريع غير ذات الأداء العالي. ولكن برغم أن غهيت يتمتع بتوجه «القطاع الخاص» نحو إدارة الاستثمارات، فلا يوجد أي توقع للعائد المالي.
ويعد التمويل المشترك للمشاريع أداة رئيسية أخرى لإدارة الاستثمار. إن المنتجات المرشحة التي حققت الدليل على المفهوم (POC) مطلوبة لوضع إستراتيجية تمويل مشترك، على الرغم من أن صندوق التكنولوجيا المبتكرة للصحة العالمية تشجع بشدة على المشاركة في التمويل للمحفظة بأكملها. في ديسمبر 2017، أعلنت الصندوق عن شراكة مع شراكة التجارب السريرية في البلدان الأوروبية والنامية (EDCTP) لدعم أبحاث تطوير المنتجات، وتحديدًا من خلال التمويل المشترك للدراسة الإكلينيكية من المرحلة الثالثة، التي ترعاها شركة ميرك KGaA ويجريها اتحاد أطباء الأطفال. تقدم هذه الدراسة بيانات ودعم سريريين لتسجيل صيغة جديدة من أقراص البرازيكوانتيل (PZQ) لعلاج داء البلهارسيا لدى الأطفال في سن ما قبل المدرسة. أما محفظة الاستثمار الكاملة لصندوق، مع خلفية مفصلة عن شراكات إنمائية محددة، فهي على موقعها على شبكة الإنترنت.

## التمويل لصندوق التكنولوجيا المبتكرة للصحة العالمية
في عام 2013، التزم الشركاء الأصليون في الصندوق في البداية بأكثر من 100 مليون دولار أمريكي على مدى 5 سنوات. جاء نصفهم من الوزارتين اليابانيتين، بينما جاء النصف الآخر من شركات الأدوية اليابانية أستيلاس، وإيساي، ودايتشي سانكيو، وشيونوجي، وتكيدا إلى جانب مؤسسة بيل وميليندا جيتس.
وبحلول عام 2015، ارتفع تمويل صندوق التكنولوجيا المبتكرة للصحة العالمية إلى 140 مليون دولار أمريكي مع إضافة شركاء ورعاة جدد. وقد انضم إلى هذه الشراكة شركاؤنا الجدد شوغاي وسيسمكس وويلكوم تراست. وجلبت شركة ويلكوم تراست وحدها 4,6 مليون دولار أمريكي إضافي تقريبًا حتى يناير 2017. وفي صيف عام 2015 انضمت ثلاث شركات إضافية (خطوط كل اليابان الجوية، ومكتب محاماة فويستر للقانون، وياهو! اليابان) إلى الصندوق كجهات راعية لتقديم خدمات عينية لدعم عمل الصندوق. ولقد اشتركت شركة ياهو! اليابان في إطلاق موقع خاص مشترك على شبكة الإنترنت مع الصندوق: «إنقاذ الملايين من الأرواح من الأمراض المعدية».
بدأت في مايو 2016 عملية تجديد موارد المرحلة الثانية من خمس سنوات التي حددها غهيت، حيث أعلنت حكومة اليابان كجزء من بيان قمة مجموعة الدول السبع عن مساهمة بقيمة 130 مليون دولار أمريكي في صندوق التكنولوجيا المبتكرة للصحة العالمية/برنامج الأمم المتحدة الإنمائي. في 1 يونيو 2017، أعلن صندوق التكنولوجيا المبتكرة للصحة العالمية أنه حصل على التزامات تزيد على 200 مليون دولار أمريكي في المرحلة التالية من عمله، مما يسمح لها بنقل الأدوات الأكثر تقدمًا خارج المختبر، وإلى أيدي الأشخاص الأكثر احتياجًا إليها. وكان الالتزام الجديد للمرحلة الثانية من تنفيذ شركة جهيت بمثابة مضاعفة الاستثمار الأولي الذي تلقته شركة جهيت بقيمة 100 مليون دولار أميركي عندما أنشئت في عام 2013. وفي يونيو 2016 أيضًا، انضمت عشر شركات إلى صندوق التكنولوجيا المبتكرة للصحة العالمية، بما في ذلك شراكة تمويل كاملة مع شركة فيجوفيلم، وهي شراكة شريكة مع شركة أوتساكا للأدوية، وشراكات تابعة مع شركة غلاكسو سميث كلاين، جونسون آند جونسون، وكيوا هاكو كيرين، ميرك جروب، وشركة ميستوبيشي تانابي فارما، شركة نيبرو، سوميتومو دينيبون فارما، سيسميكس وتاكيدا، وبرعاية من شركة سيلز فورس دوت كوم.
وهناك حالياً ثلاثة مستويات من الشركاء في مجال الأدوية والتشخيص - الشركاء الكاملين والشركاء المنتسبين والشركاء التابعين. وبالإضافة إلى ذلك، تعمل الشركات غير الصيدلانية البيولوجية كجهات رعاية، وتساهم في خدمات عينية لخفض النفقات العامة للصندوق.

## التأثير
وتتوقع الخطة الاستراتيجية للمرحلة الثانية من تنفيذ صندوق التكنولوجيا المبتكرة للصحة العالمية أن يتم بحلول نهاية العام المالي 2022 الموافقة على منتجين في خط الأنابيب هذا من قِبَل هيئة تنظيمية صارمة. اعتبارًا من ديسمبر 2017، استثمر الصندوق أكثر من 115 مليون دولار أمريكي عبر أربعة منصات بحث في أكثر من 60 شراكة عالمية لتطوير المنتجات تستفيد من الابتكار والقدرات اليابانية في مجال الأدوية. وقد تقدم سبعة من برامج الفرز الجديدة الـ 24 في المرحلة التالية من التنمية؛ وحقق ستة مرشحين بنجاح تجارب أولية في البشر، وحقق مشروعان إثباتا للمفهوم (المرحلة الثانية). فقد تم تخصيص ما يقرب من 42% من استثمارات صندوق التكنولوجيا المبتكرة للصحة العالمية لمشاريع متصلة بالملاريا، و13% لمرض السل، والباقي لمشاريع أخرى مرتبطة بأمراض المناطق المدارية المنسية. وفيما يتصل بنوع المنتج، فإن 71% من الاستثمارات كانت في العقاقير، و24% في اللقاحات، والباقي في التشخيص.
ويجب أن تكون المنتجات الناتجة عن البحوث ملائمة وفعالة وميسورة التكلفة وميسرة بالنسبة لأفقر الفقراء. والواقع أن جميع مقترحات الاستثمار في المنح يجب أن تعطي الأولوية للابتكار المفتوح وأن تضمن أن المنتجات ستوضع على أساس «عدم الكسب، وعدم الخسارة»، أي أن العقاقير في أفقر البلدان ستكون مرخصة بدون حقوق، بينما في بلدان أخرى، ستكون مرخصة بالتكلفة.

## القيادة والحكم
يخضع صندوق التكنولوجيا المبتكرة للصحة العالمية لإدارة مجلس إدارة دولي. والمجلس مسؤول عن تأسيس النظام الداخلي للمنظمة، وتوفير الإشراف الائتماني، والموافقة على توصيات الاستثمار من لجنة الاختيار، وتقييم الأداء الإجمالي للصندوق. الدكتور كيوشى كوروكاوا رئيس المجلس والدكتور بى سلينجسبى هو الرئيس التنفيذى المؤسس والمدير التنفيذى.
وتعمل لجنة اختيار جهيت بشكل منفصل عن مجلس الإدارة. وهذا من أجل ضمان الموضوعية والشفافية والمساءلة في عملية صنع الاستثمار والتقييم. وتتألف لجنة الاختيار من خبراء مشهورين في مجال تطوير المنتجات للأمراض المعدية من مختلف أنحاء العالم، وتعمل على تقييم المقترحات، وتقارير شركاء التنمية، وتوصي بتقديم استثمارات جهيت إلى المجلس. ولإضافة طبقة أخرى من المساءلة والدقة العلمية، فإن المراجعين الخارجيين الذين يتألفون من أكثر من مائة خبير صحة عالمي من مختلف أنحاء العالم يقدمون إلى صندوق التكنولوجيا المبتكرة للصحة العالمية ولجنة الاختيار التابعة له استعراضات مستقلة لمقترحات البحث والتطوير. ولمواجهة أي تضارب محتمل في المصالح بصورة استباقية، يجب على جميع أعضاء لجنة الاختيار، بمن فيهم الاكاديميون، أن يعلنوا أنهم لا علاقة لهم بمقدمي الطلبات أو يمتنعوا عن أي عملية لاتخاذ القرارات في الحالة التي يجوز لهم فيها ذلك.
ويقدم مجلس التكنولوجيا المبتكرة للصحة العالمية، الذي يضم شركات الأدوية المشاركة والهيئات الحكومية والدولية الممولة، الإشراف لمجلس الإدارة والمدافعين عن مهمة صندوق التكنولوجيا المبتكرة للصحة العالمية. ولا يشترك أعضاء المجلس أبدا في القرارات التنفيذية و/أو المالية.